# Rhamphini

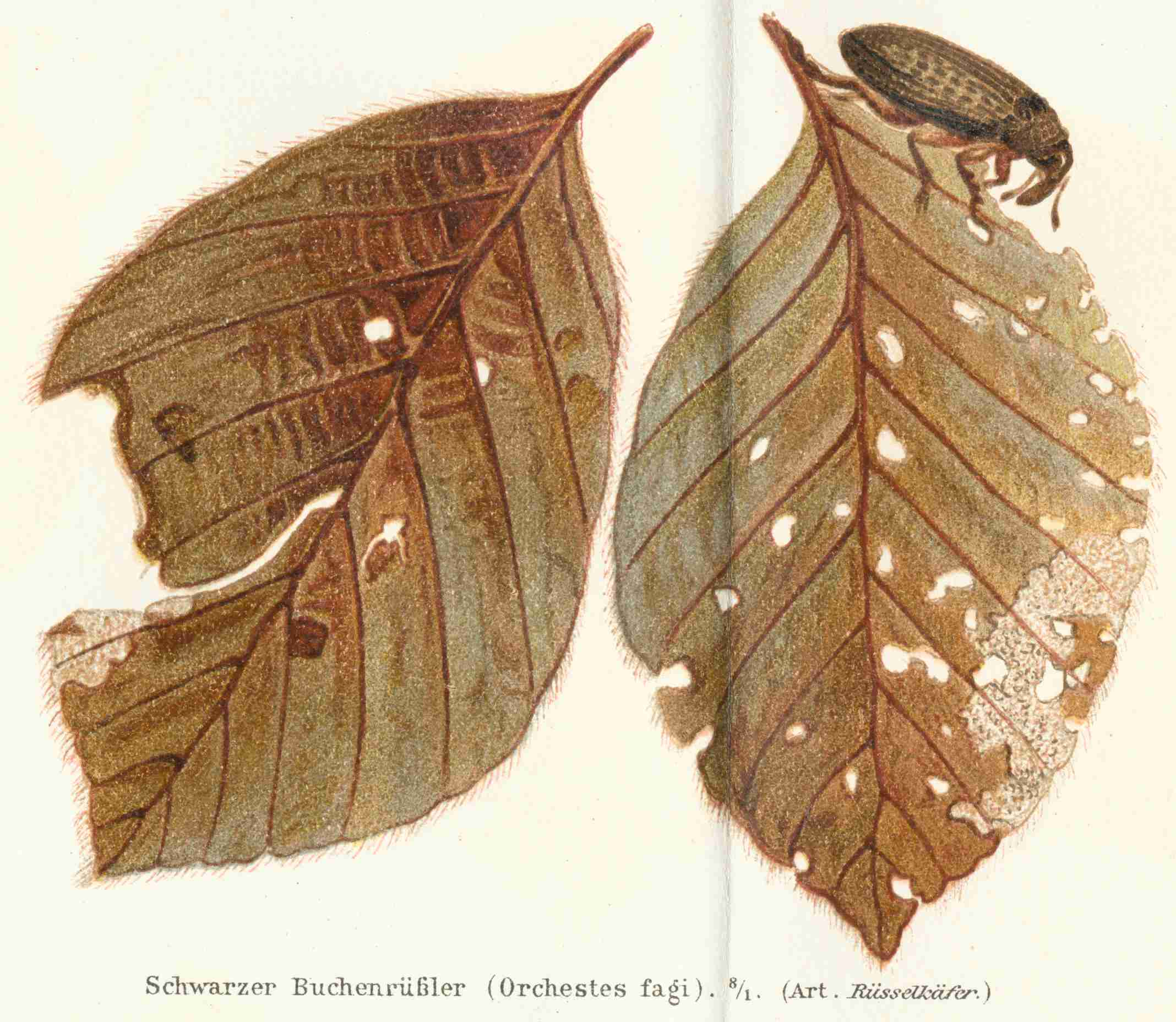
Rhynchaenus fagi

Rhamphini (лат.) — триба жуков-долгоносиков из подсемейства Curculioninae (Curculionidae).

## Распространение
Встречаются почти всесветно (кроме Неотропики), главным образом, в Старом Свете. Подтриба Rhamphina распространена в Голарктической и Ориентальной областях, Африке, Мадагаскаре и Австралии, Ixalmina — в Ориентальной области, Dinorhopalina — в Ориентальной области и Южной Африке, Tachygonina — в Новом Свете. Подтриба Palaeorhamphina обнаружена в эоценовом балтийском янтаре. Для фауны России указано 6 родов и 65 видов. Некоторые представители проникают в Арктику, например, вид Isochnus arcticus встречается на острове Врангеля, Таймыре, Чукотке, Аляске, в арктической части Канады.

## Описание
Жуки мелких размеров. Отличаются двумя синапоморфиями: максиллярные щупики 1- или 2-члениковые; задние бёдра утолщённые, модифицированные для прыжков. Глаза крупные, сближены на лбу. Личинки Rhamphini обычно поселяются в молодых листьях широколиственных деревьев, принадлежащих ко многим семействам, например, Анакардиевые, Берёзовые, Жимолостные, Буковые, Восковницевые, Розовые, Ивовые и Вязовые, питаясь паренхимой в извилистых тоннелях и часто нанося серьёзный ущерб в результате дефолиации, а личинки Pseudorchestes живут на травянистых Asteraceae.

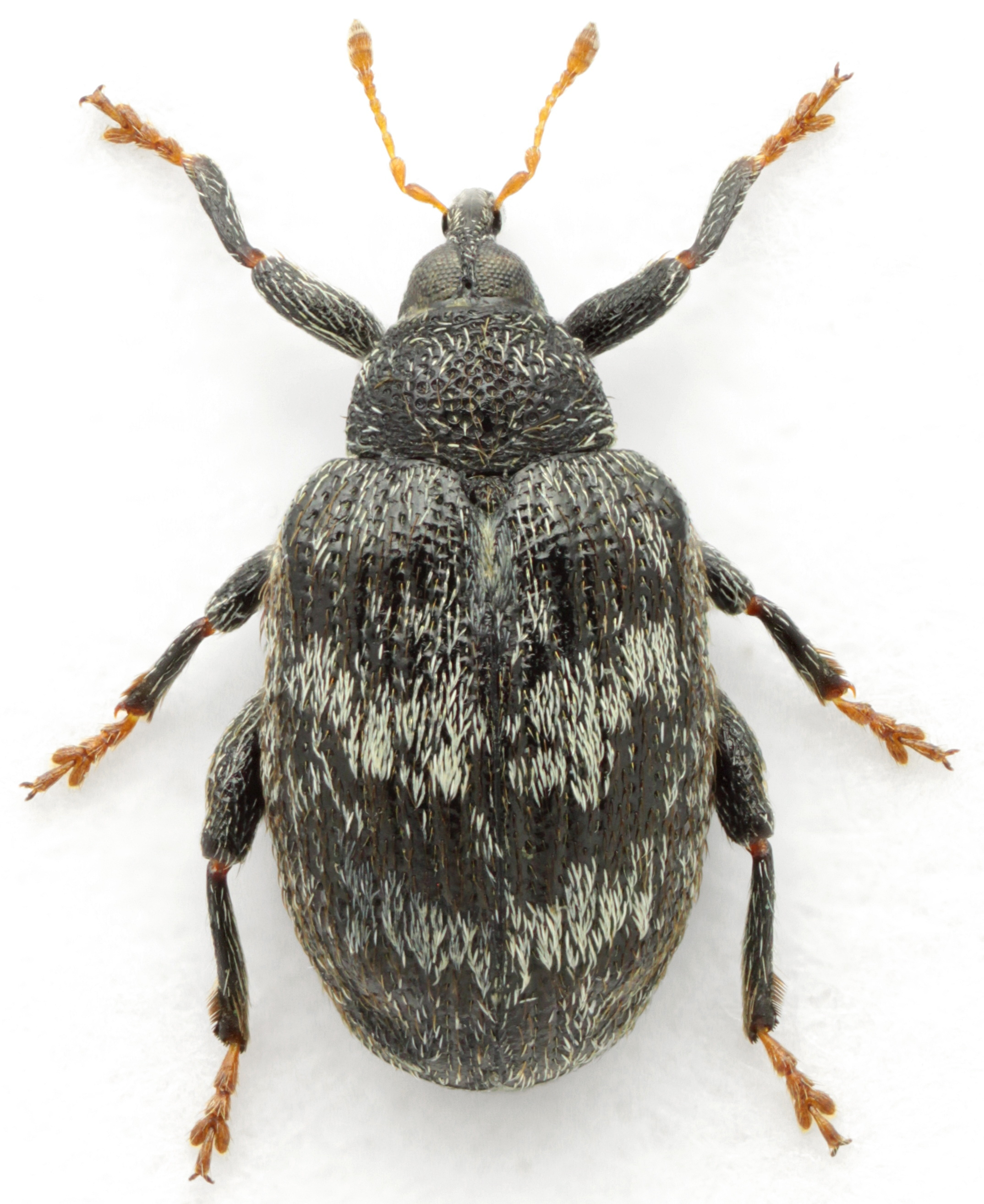
Orchestes rusci
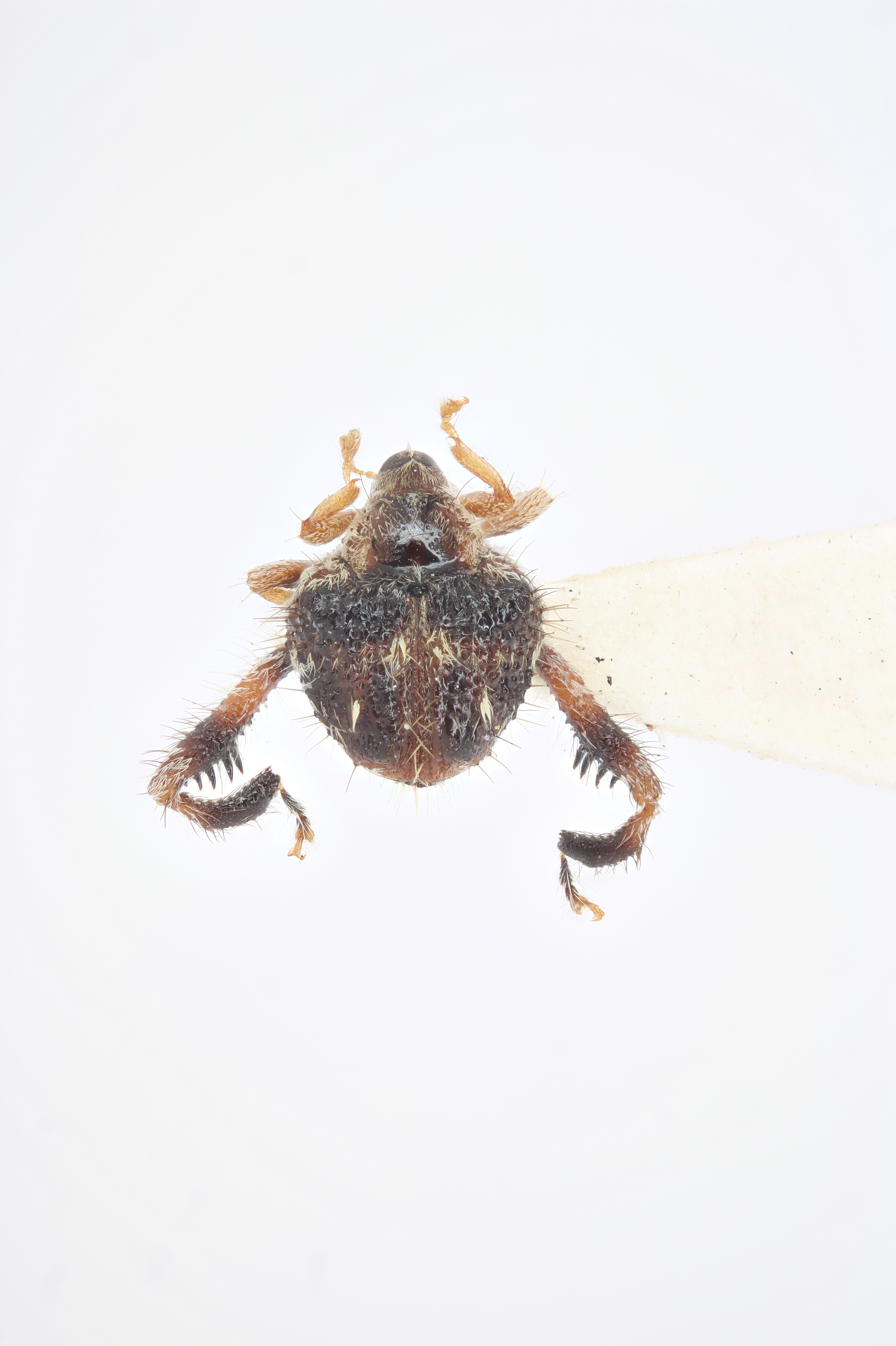
Tachygonus bifasciculatus
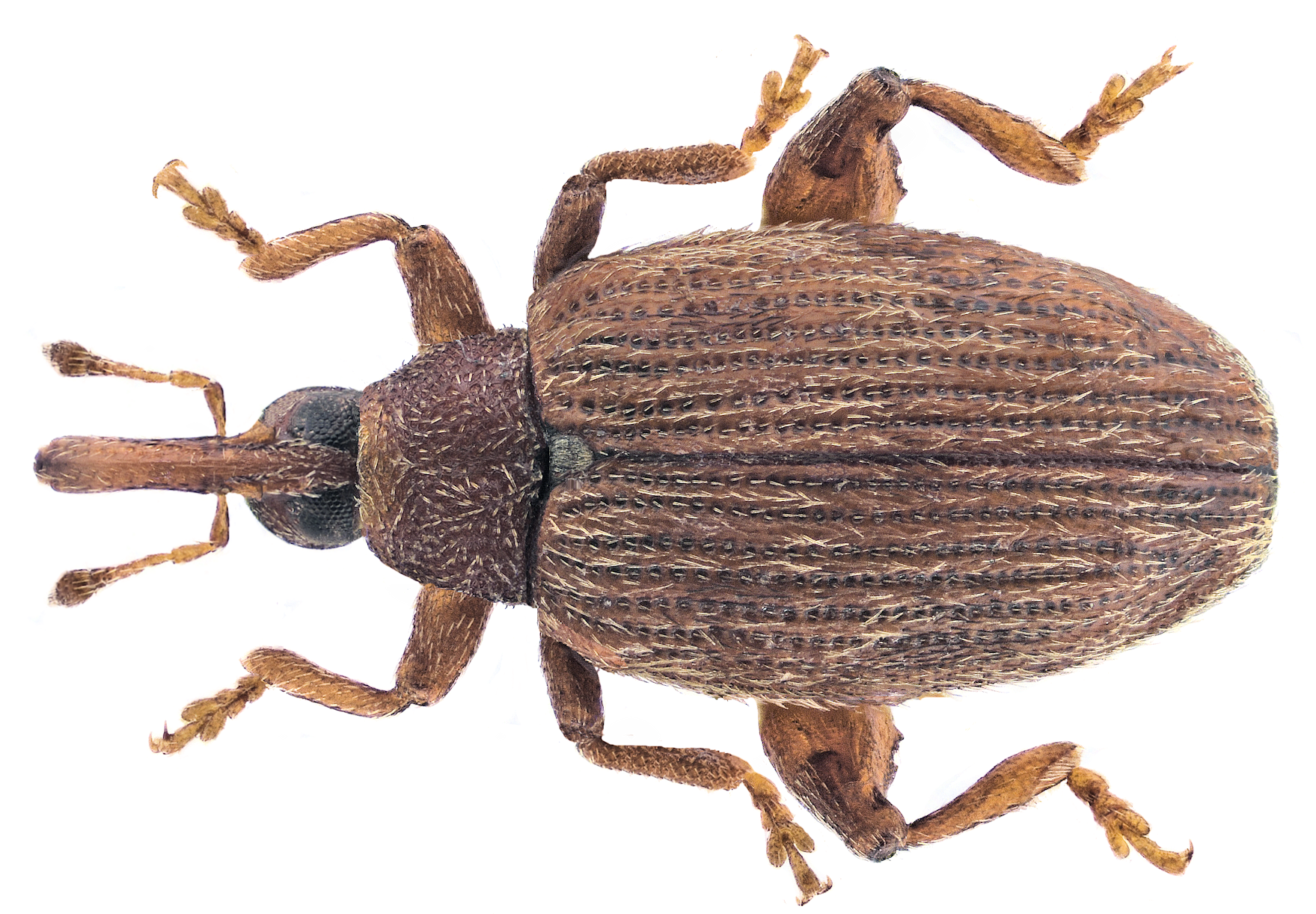
Orchestes testaceus
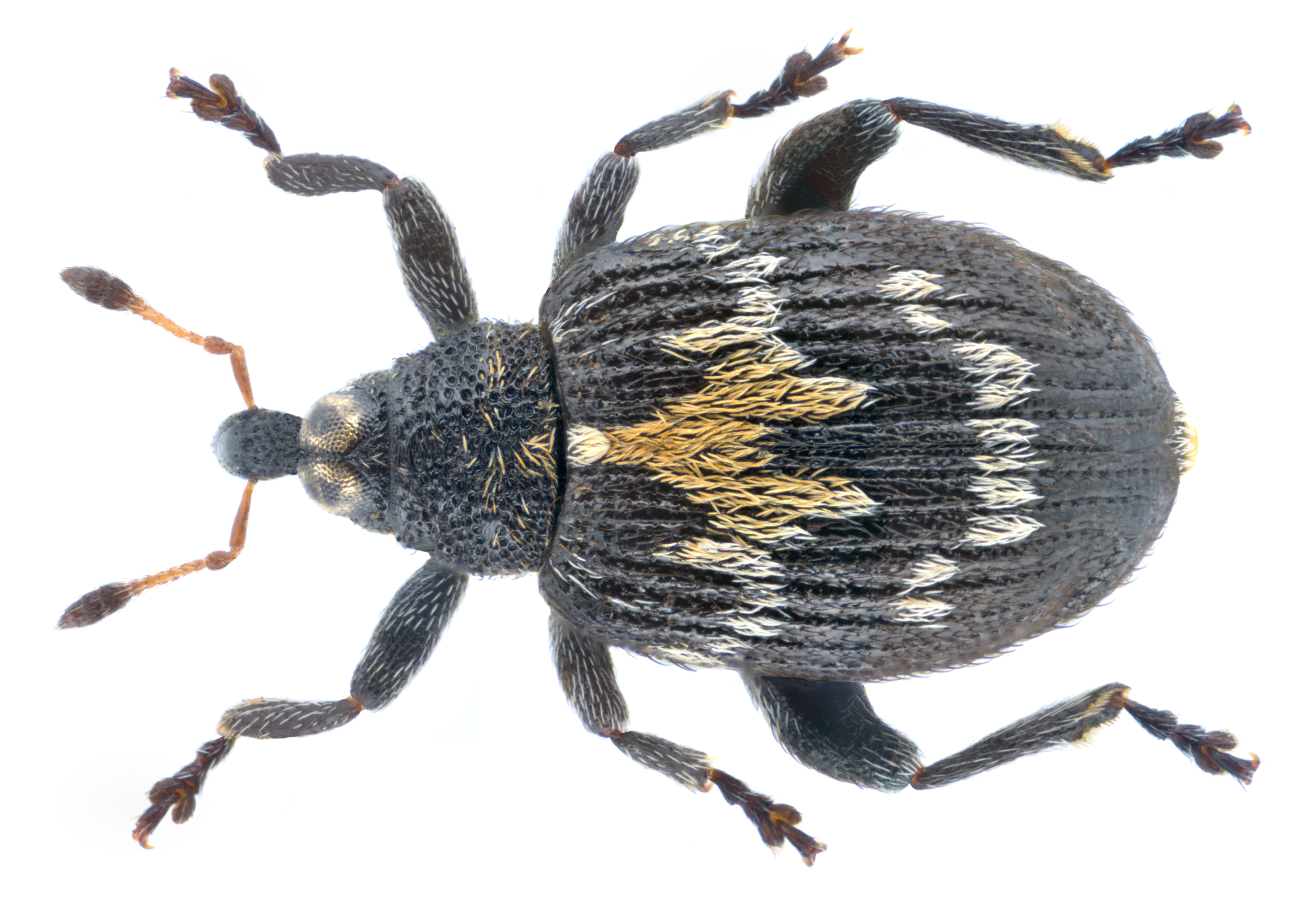
Tachyerges salicis
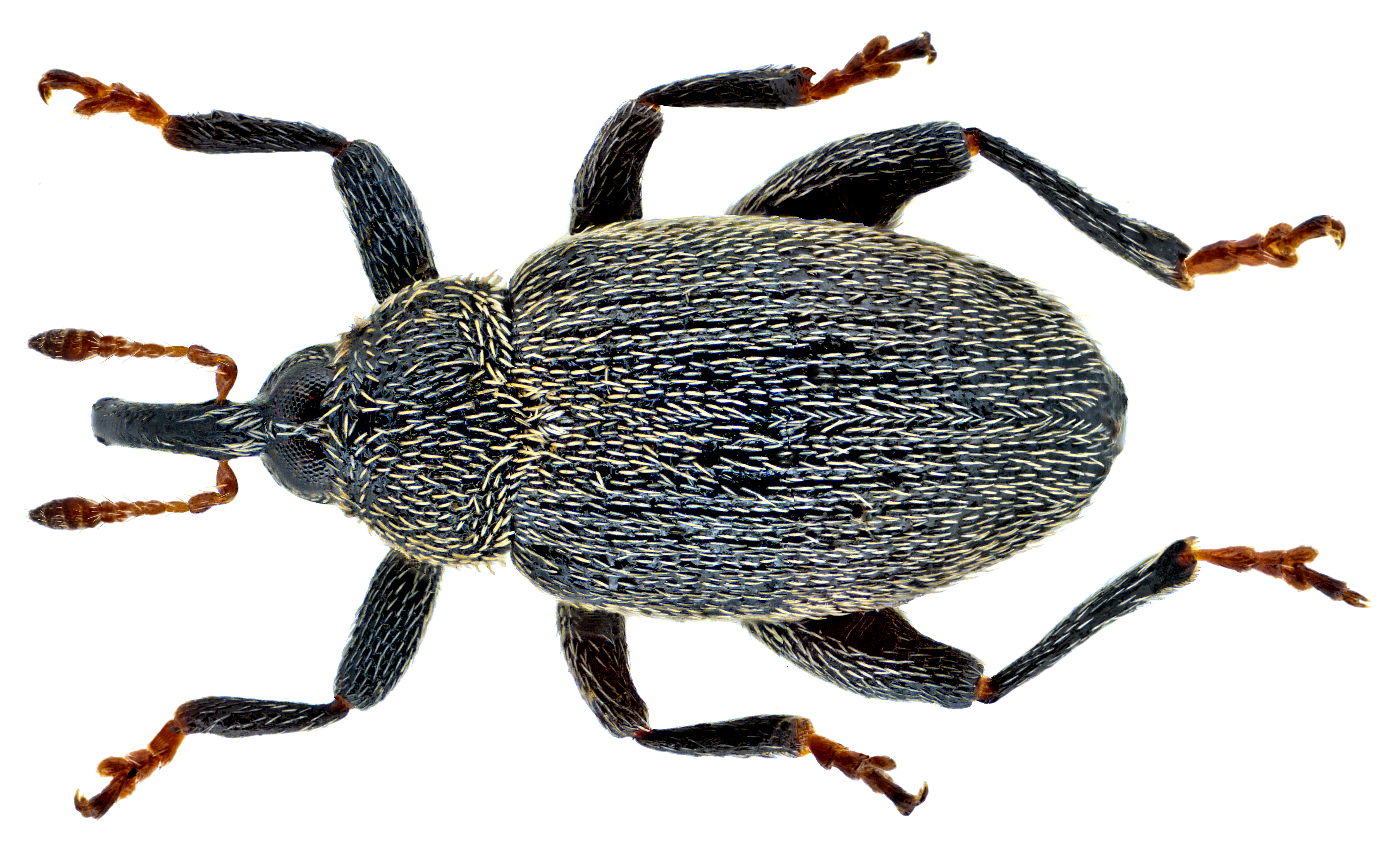
Pseudorchestes pratensis

## Классификация
Известно около 200 видов. Группа была впервые выделена в 1815 году американским натуралистом Константином Самюэлем Рафинеском. Включает 5 подтриб: одну крупную (Rhamphina) и 4 олиготипические (Dinorhopalina, Ixalmina, †Palaeorhamphina и Tachygonina).
- Afroramhus Legalov, 2024[9]
- Dinorhopala Pascoe, 1860 (Dinorhopalina)
- Imachra F.P.Pascoe, 1874
- Indodinorrhopalus  H.R.Pajni & S.Sood, 1981
- Isochnus C.G.Thomson, 1859
- Ixalma F.P.Pascoe, 1871 (Ixalmina)
- Laemorchestes G.C.Champion, 1903 (Tachygonina)
- Macrorhynchaenus A.Hustache, 1933
- Megorchestes Kojima, 2011[10][11] (?)
- †Megarhynchaenus  Kohring, 1989 (миоцен)[12]
- Morimotonomizo H.Kojima, 1997
- Orchestes Illiger, 1798
- †Palaeorhamphus  Legalov, 2016 — эоцен, Балтийский янтарь (Palaeorhamphina)
- Philippinoramhus Legalov, 2024[3]
- Pritmus Pajni & Sood, 1981
- Pseudendaeus Voss, 1960[13]
- Rhamphonyx E.Voss, 1964
- Rhamphus Clairville 1798[14]
- Rhynchaenophaenus E.Voss, 1956
- Rhynchaenus Clairville 1798
- Sphaerorchestes K.Morimoto & S.Miyakawa, 1996
- Strabonus Kuschel, 2008[15]
- Synorchestes E.Voss, 1958
- Tachyerges Schénherr, 1825
- Tachygonidius Champion, 1907 (Tachygonina)
- Tachygonus Guérin-Ménéville, 1833 (Tachygonina)
- Technites C.J.Schoenherr, 1843 (Dinorhopalina)